# Дельта (округ, Техас)
Шаблон:StateAbbr_ 33°23′ пн. ш. 95°40′ зх. д. / 33.39° пн. ш. 95.67° зх. д.
Округ  Дельта (англ. Delta County) — округ (графство) у штаті  Техас, США. Ідентифікатор округу 48119.

## Історія
Округ утворений 1870 року.

## Демографія
За даними перепису 2000 року загальне населення округу становило 5327 осіб, усе сільське. Серед мешканців округу чоловіків було 2588, а жінок — 2739. В окрузі було 2094 домогосподарства, 1462 родин, які мешкали в 2410 будинках. Середній розмір родини становив 3,02.
Віковий розподіл населення поданий у таблиці:
| Стать    | До 15 років | 15-21 | 22-29 | 30-39 | 40-49 | 50-65 | 65-85 | Понад 85 |
| -------- | ----------- | ----- | ----- | ----- | ----- | ----- | ----- | -------- |
| Чоловіки | 559         | 306   | 208   | 340   | 343   | 453   | 328   | 51       |
| Жінки    | 533         | 234   | 229   | 354   | 317   | 510   | 444   | 118      |

## Суміжні округи
- Ламар — північ
- Ред-Ривер — схід
- Франклін — схід
- Гопкінс — південь
- Гант — південний захід
- Фаннін — північний захід

## Виноски
1. ↑  http://www.tshaonline.org/handbook/online/articles/hcd05
2. ↑  U.S. Decennial Census. United States Census Bureau. Архів оригіналу за 26 квітня 2015. Процитовано 22 квітня 2015.
3. ↑  Texas Almanac: Population History of Counties from 1850–2010 (PDF). Texas Almanac. Архів оригіналу (PDF) за 26 лютого 2015. Процитовано 22 квітня 2015.
4. ↑  State & County QuickFacts. United States Census Bureau. Архів оригіналу за 18 жовтня 2011. Процитовано 10 грудня 2013.(англ.) Наведено за англійською вікіпедією.
5. ↑  American FactFinder. Бюро перепису населення США. Архів оригіналу за 21 травня 2008. Процитовано 31 січня 2008.

| США | Це незавершена стаття з географії США. Ви можете допомогти проєкту, виправивши або дописавши її. |